# Битка при Алмирос
Битката при Алмира (днес Алмирос), според по-ранни трактовки битката при Кефис(ос), се състои на 15 март 1311 г. между рицарите от Атинското херцогство и техните франкски васали в средновековна Гърция под командването на Готие V дьо Бриен, от една страна, и от друга – наемниците от каталунската компания, подкрепяни от туркопули, газмули и други авантюристи.
Каталунската компания след първоначалното фиаско в Мала Азия, убийството на Роже дьо Флор и разграбването на Тракия, Света гора и Тесалия се насочва към франкските владения в Гърция. Първоначално през 1309 г. новият херцог на Атина Готие V дьо Бриен наема компанията да атакува византийския владетел на съседна Тесалия. Въпреки че каталунците завладяват голяма част от региона, Готие отказва да им плати и се подготвя да ги прогони насилствено заради грабежите на компанията. От трета страна, българският цар, и по-завоалирано първоначалният им работодател – византийският император, инспирират каталунците да насочат грабежите си към франкските владения в Гърция. 
Каталунците са значително превъзхождани във военно отношение от франките, а техните наемници туркопули, газмули и други аватюристи лъжливо демонстрират нежеланието си да се сражават срещу рицарската армия. Компанията има предимството да избере бойното поле, позиционирайки се зад блатистия терен, който допълнително наводнява. От франкска страна са мобилизирани всички първи рицари с превъзходна тежка кавалерия. Готие уверен в своето превъзходство атакува стремглаво каталонската бойна линия, обаче блатистия терен възпрепятства атаката на франките, а каталунската пехота не се огъва. В този момент присъдружните на компанията туркопули и газмули се присъединяват към каталунците и франкската армия е тотално разбита на бойното поле, като почти цялото ѝ рицарство е избито. В резултат от битката каталунците без лидер превземат без всяка остатъчна съпротива Атинското херцогство с васалните му територии и управляват цяла средновековна Гърция до 1380 г., подготвяйки почвата за завладяването ѝ от османците. 
Дълго време поради разминаване в източниците съществува спор за мястото на битката между реката Кефисос в Беотия и Алмирос в южна Тесалия. В историографията първоначално се налага първото място по различни причини, обаче през 1940 г. е публикувано новооткрито писмо от 1327 г. на Марино Санудо, капитан на галера, действащ в северната част на Евбейския залив в деня на битката. Писмото сочи недвусмислено като бойно поле блатистият терен около Алмирос, което и по-логичното от двете евентуални бойни полета, т.к. надали превъзхожданата каталонска компания би навлязла през Термопилите дълбоко във франкските владения, без сигурен тил и подвоз. 
Битката решително променя историческия фон в средновековна Гърция. Почти целият франкски елит на Атинското херцогство и нейните васални държави остава мъртъв на бойното поле. Каталаните не срещат почти никаква съпротива настанявайки се на мястото на франките, още повече че религиозно са далеч по-толерантни към местните гърци невъзпрепятствайки ги в изповядването на православието – за разлика от франките. Гръцките жители на Ливадия незабавно предават своя силно укрепен град, за което са възнаградени с права на равноправни на франките – граждани. Тива, столицата на херцогството, е изоставена от много от жителите си, които бягат във венецианската крепост Негропонте и градът е разграбен от каталунските войски. Накрая Атина се предава на победителите от вдовицата на Готие, Жана де Шатильон. Цяла Атика и Беотия преминават мирно в ръцете на каталаните, като само сеньорията Аргос и Науплия в Пелопонес остава в ръцете на лоялната на Готие стара франкска аристокрация. 
Каталунците разделят територията на херцогството помежду си. Унищожаването на предишната феодална аристокрация позволява на каталаните да завладеят сравнително лесно Гърция, като в много случаи сключват династични бракове с вдовиците и майките на загиналите франки. Каталанските съюзници обаче отказват предложението да се установят в херцогството. Туркопулите на Халил със своя дял от плячката се насочват към Мала Азия, но са нападнати и почти унищожени от съюзническите византийски и генуезки сили, докато се опитват да прекосят Дарданелите няколко месеца по-късно. Туркопулите на Малик постъпват на служба при сръбския крал Стефан Милутин, но са почти избити по време на бунта на сина му Стефан Дечански срещу него през 1314 г. 
Каталонското господство над Гърция бележи края на франкската ѝ епоха, чието начало започва с фиаското наричано "сициалианска вечерня" от 31 март 1282 г.